# Tabarro (indumento ecclesiastico)

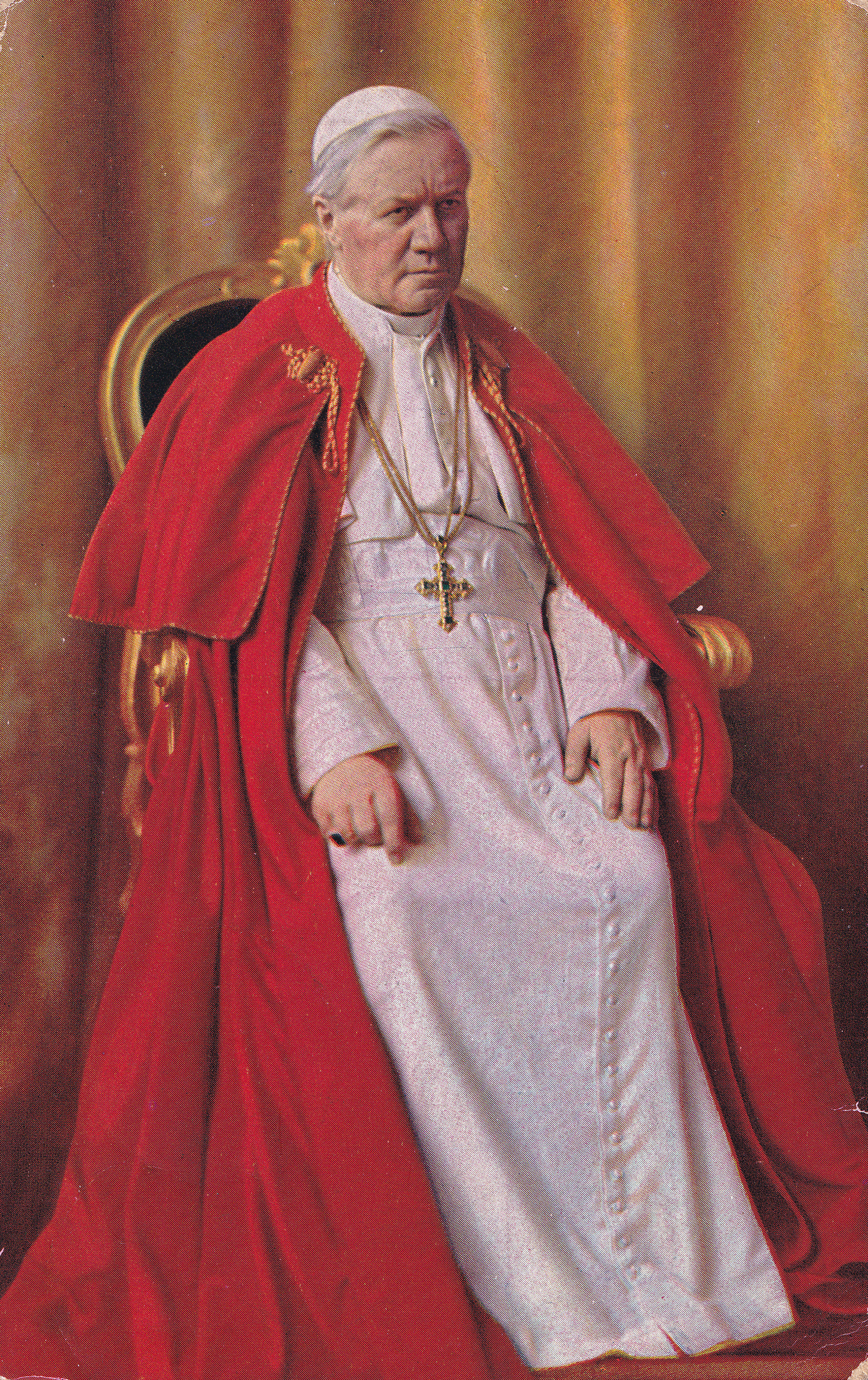
Papa Pio X col tabarro color rosso (1907)

Il tabarro è un mantello utilizzato dal clero della Chiesa cattolica. 

## Caratteristiche
Il tabarro è un mantello grande di lana senza maniche fornito di una pellegrina di seta e di un colletto di velluto dello stesso colore. Fino al giugno 1967, prima della loro soppressione, i bordi del mantello, della pellegrina e del colletto erano profilati con un cordoncino dorato; il tabarro papale, però, gode ancora del cordoncino dorato lungo i bordi del mantello, della pellegrina e del colletto. Il tabarro copre il corpo interamente, scendendo fino ai piedi.

## Utilizzo
Il tabarro è utilizzato principalmente per proteggersi dal freddo. Esso, a differenza del ferraiolo, non viene usato durante cerimonie pubbliche. Il colore varia in base al grado: il papa veste unicamente il tabarro di colore rosso, mentre i cardinali, i vescovi e i presbiteri di colore nero. Anticamente era concesso che i prelati indossassero il tabarro di colori differenti: i cardinali, infatti, lo indossavano di colore rosso, mentre i vescovi di colore paonazzo. Con l'istruzione della Segreteria di Stato della Santa Sede Ut sive sollicite del 31 marzo 1969, sono stati sostituiti il tabarro cardinalizio di colore rosso ed episcopale di colore paonazzo con un tabarro interamente nero, come per i presbiteri; tuttavia quello dei legati, durante il tempo della legazione, resta rosso, bordato di un cordoncino rosso senza oro. Generalmente il tabarro si porta sopra l'abito corale, ma viene indossato  anche sull'abito talare, come previsto dal Caeremoniale Episcoporum. Il papa lo porta quasi esclusivamente sopra l'abito piano.

## Galleria d'immagini

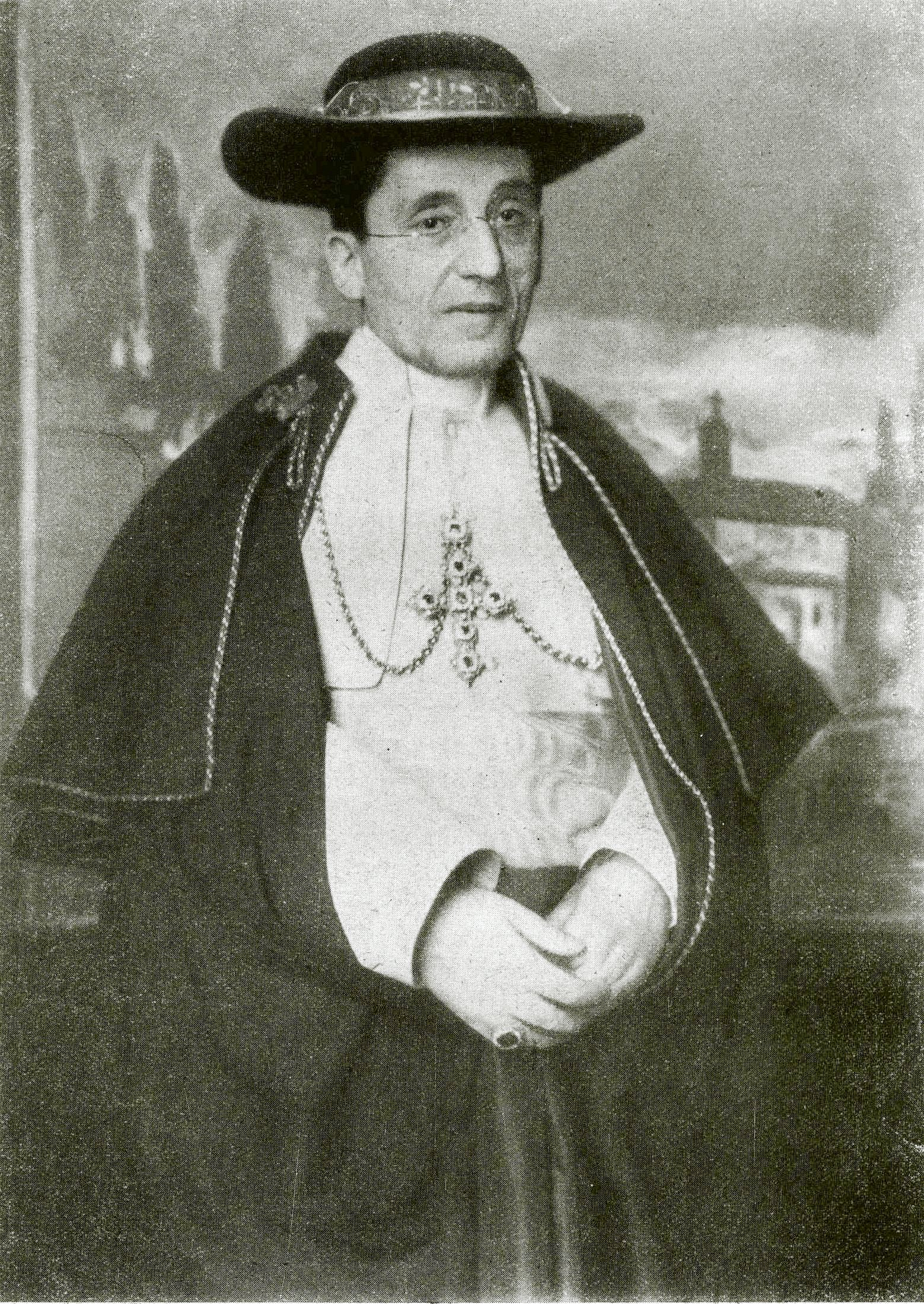
Papa Benedetto XV col tabarro e il saturno (1915)
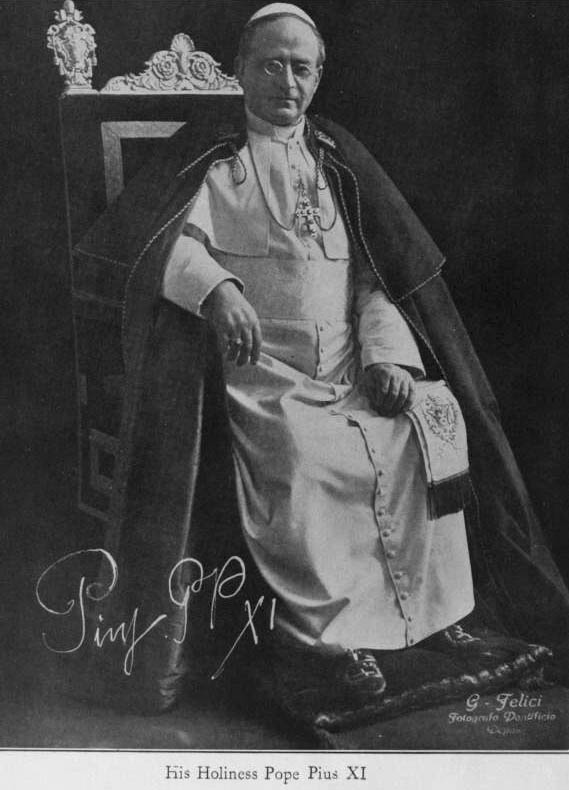
Papa Pio XI indossa il tabarro sopra l'abito piano (1922)
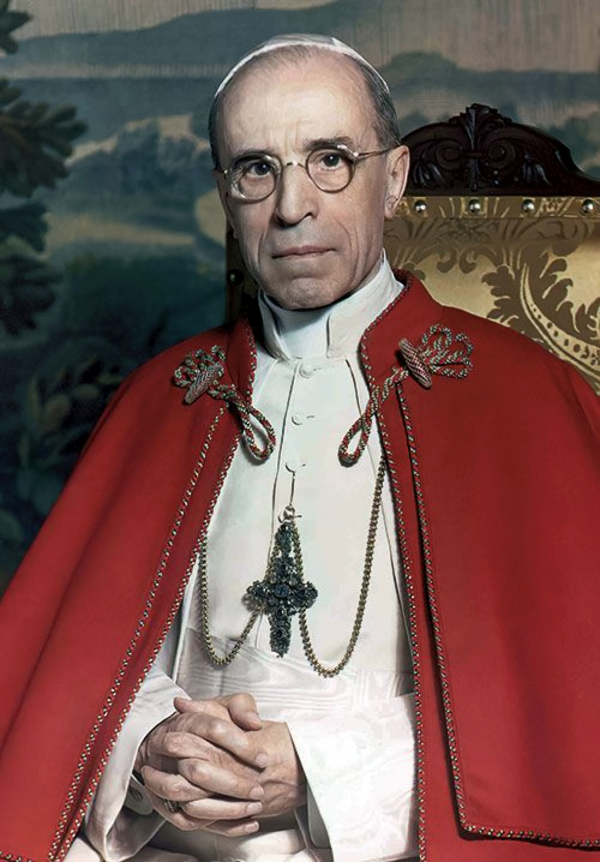
Papa Pio XII col tabarro (1951)
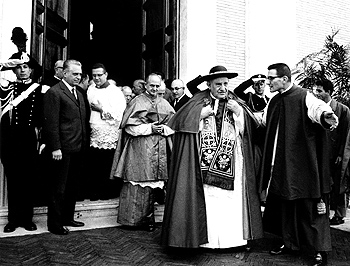
Papa Giovanni XXIII indossa il tabarro e il saturno il 5 novembre 1961, in occasione dell'inaugurazione della facoltà di Medicina e Chirurgia dell'Università Cattolica del Sacro Cuore a Roma. Dietro il pontefice si scorge, con la berretta cardinalizia tra le mani, il cardinale Montini, futuro papa Paolo VI
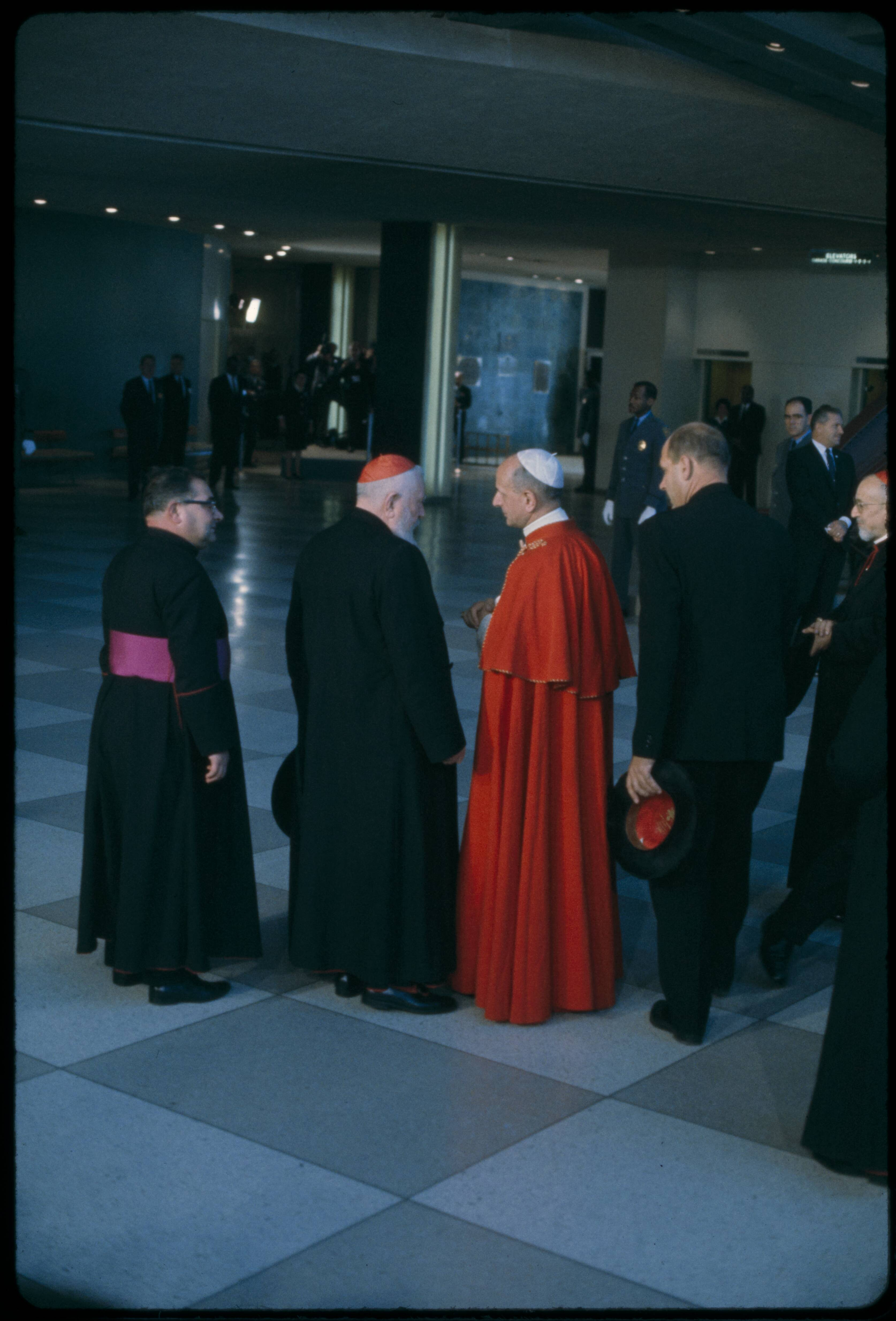
Papa Paolo VI indossa il tabarro il 4 ottobre 1965, in occasione del suo arrivo presso il Palazzo di vetro a New York
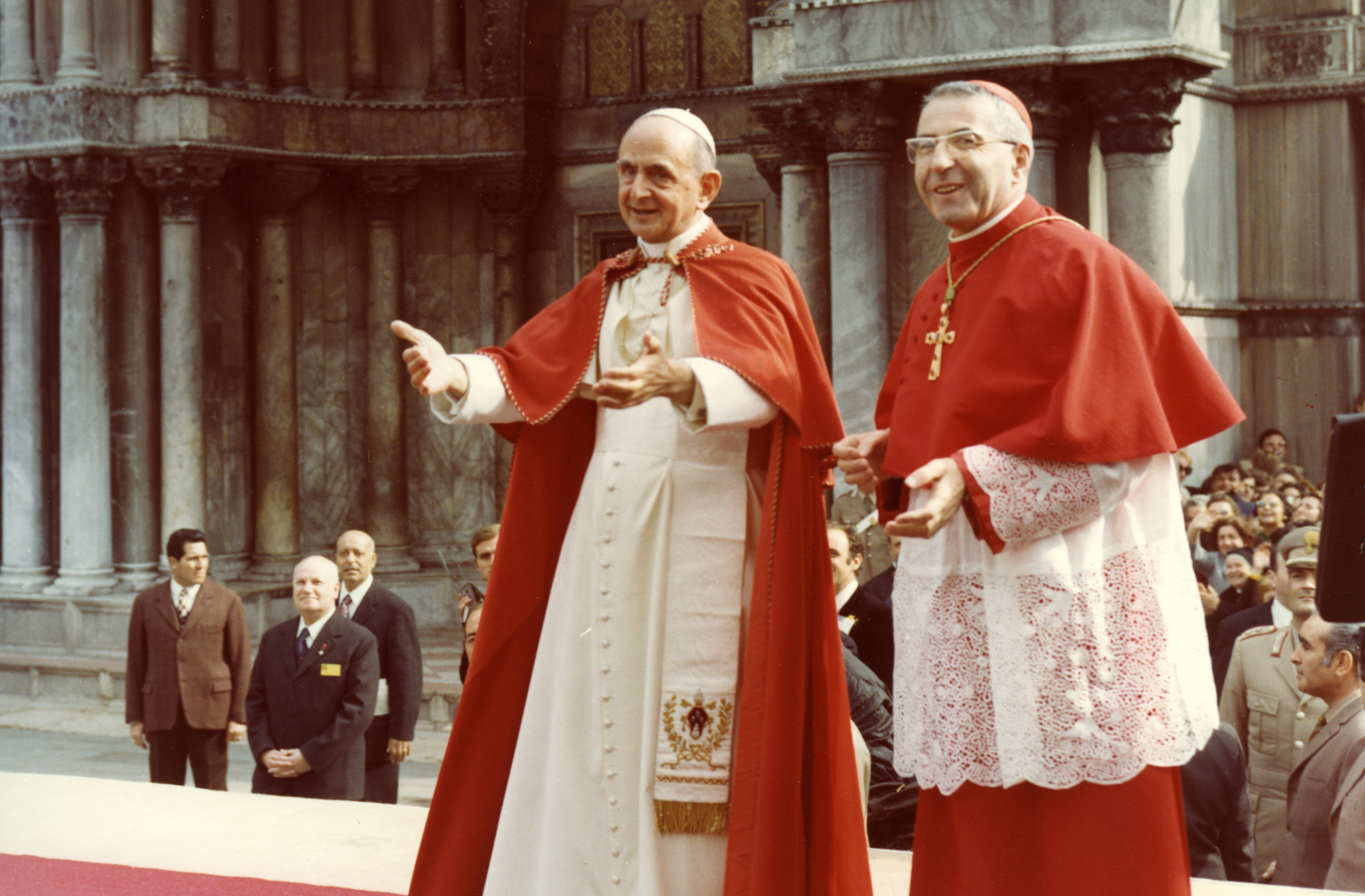
Papa Paolo VI indossa il tabarro il 16 settembre 1972, durante la sua visita pastorale a Venezia. Si nota, accanto a lui, il cardinale Albino Luciani, patriarca di Venezia e futuro papa Giovanni Paolo I
Papa Giovanni Paolo II col tabarro (1979)
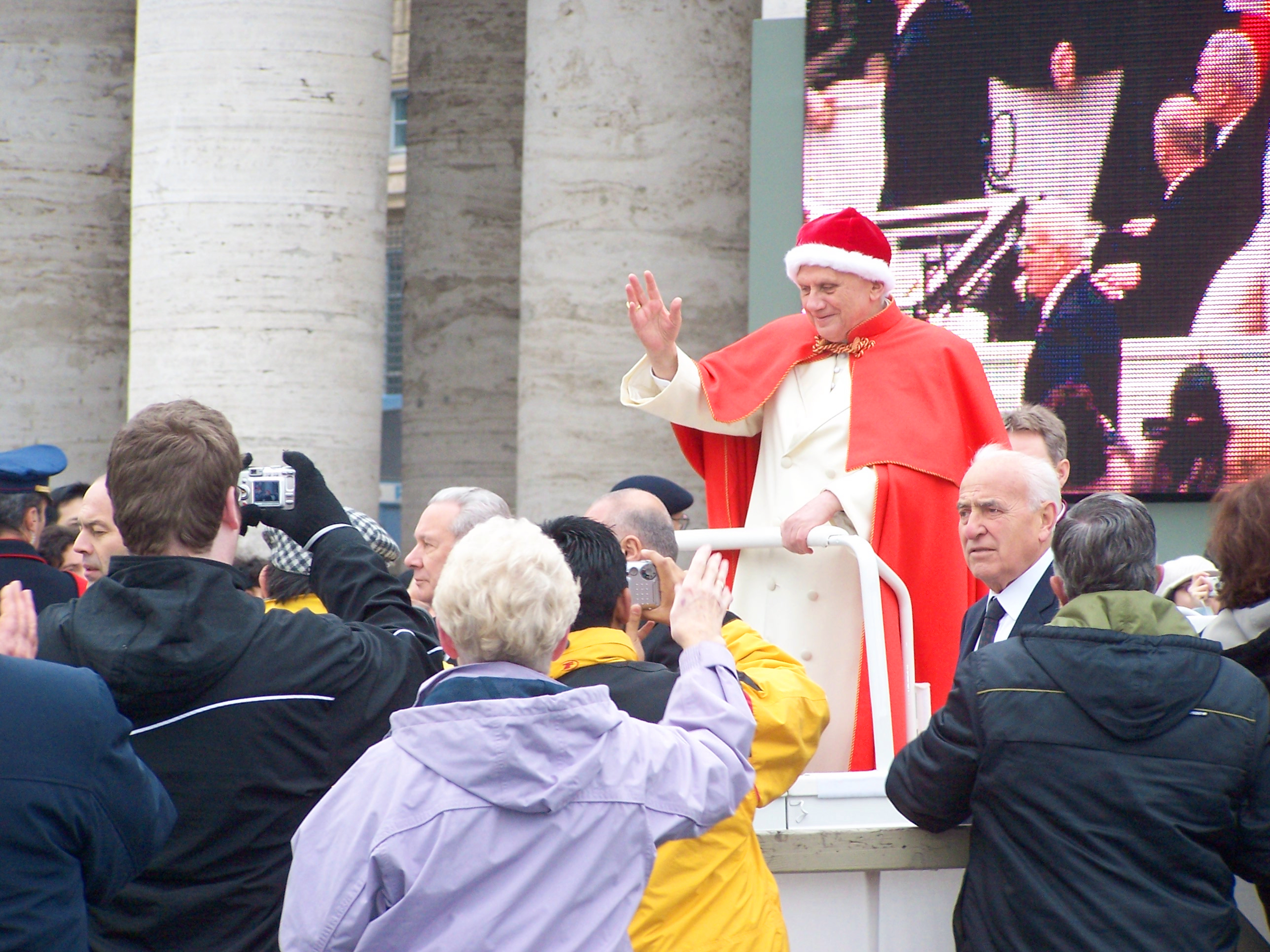
Papa Benedetto XVI col tabarro e il camauro il 19 dicembre 2005
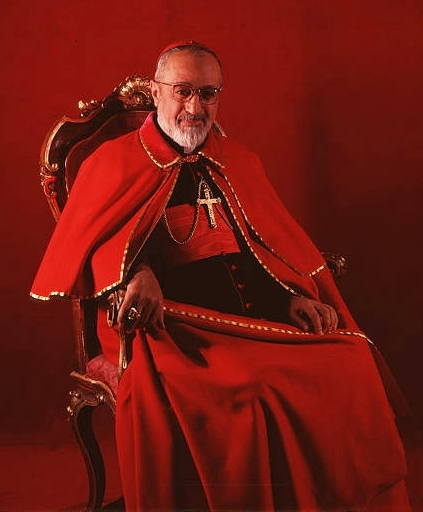
Il cardinale Aghagianian indossa il tabarro (1961)